# Trineo de vela

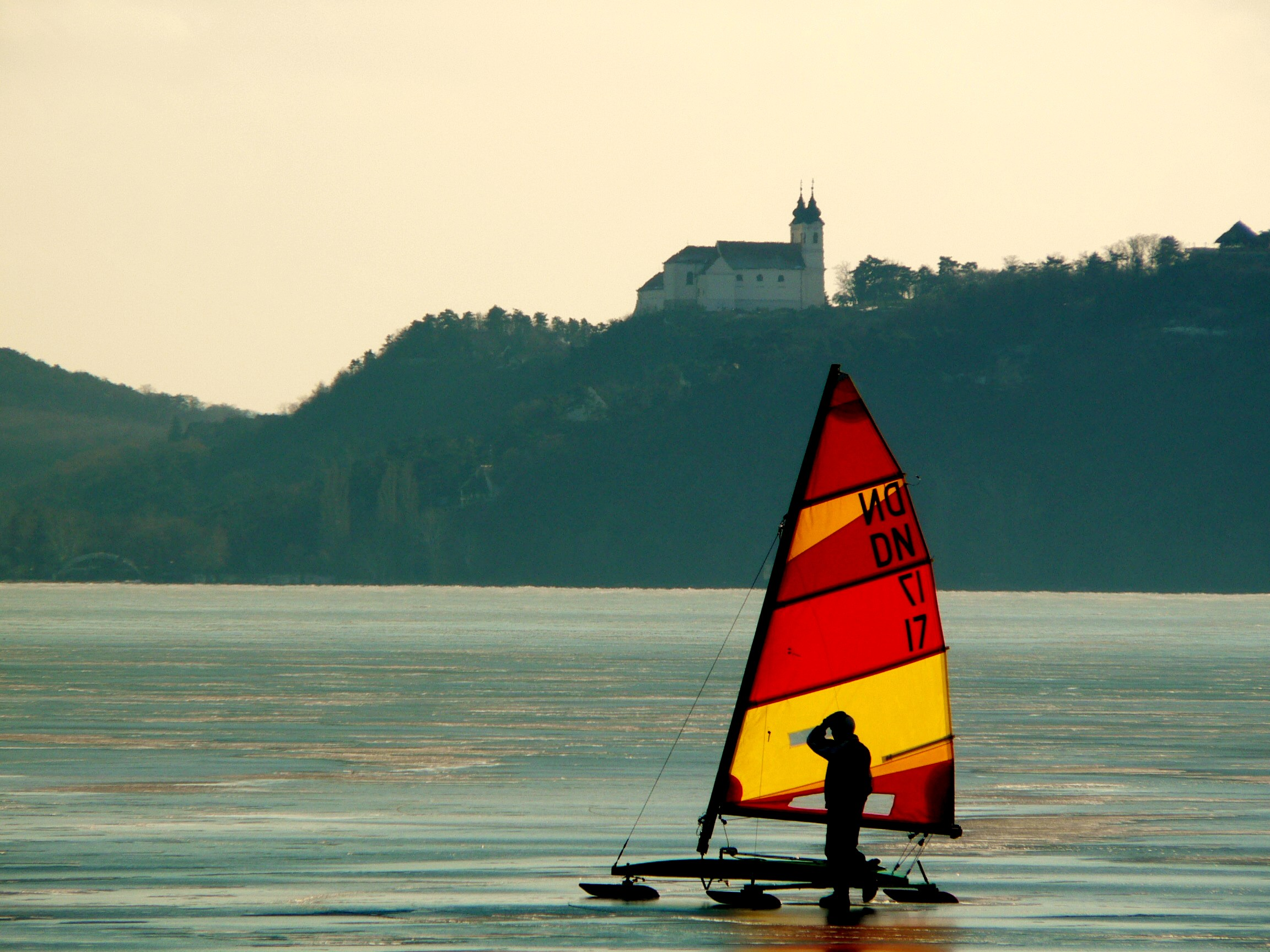
Un trineo de vela en el Lago Balaton frente a Tihany.

Un trineo de vela es un tipo de vehículo deportivo y de esparcimiento, que se utiliza para recorrer la superficie de lagos helados durante el invierno. Su diseño funcional es similar al de un pequeño bote de vela, pero equipado con patines diseñados para correr sobre el hielo. Se denomina canotaje de hielo al deporte consistente en circular en trineos de vela y las competencias con dichos vehículos. Los trineos de vela de uso común para carreras suelen ser para una sola persona, pero existen diversos tipos de trineos de vela de dos o más asientos. En algunos trineos puede adosarse un "sidecar" para llevar a un acompañante de paseo.
Un deporte relacionado es la denominada navegación terrestre, que utiliza una configuración compuesta de un marco con ruedas en vez de patines.

## Diseños modernos
Los diseños de los trineos de vela modernos por lo general utilizan tres cuchillas de patines de hielo sobre los que se apoya un marco triangular o en forma de cruz con la cuchilla para control de dirección en el frente. Las cuchillas están fabricadas de hierro o acero y cuentan con un canto afilado en su zona donde apoya sobre el hielo, lo que ayuda a evitar el deslizamiento lateral del trineo a causa de la fuerza que el viento imprime sobre las velas. Una vez que la fuerza ha sido correctamente soportada por el canto de la cuchilla del patín, la fuerza de empuje en la vela impulsa al trineo hacia adelante. La potencia de empuje es mayor cuanto más elevada es la velocidad del trineo, lo que le permite al trineo desplazarse a velocidades mucho más rápidas que la del viento. Las únicas limitaciones a la velocidad del trineo de vela son el viento, la fricción, la forma de la vela, la resistencia de la estructura del trineo, la calidad de la superficie del hielo y el grado del habilidad del piloto, su estado atletico y el arrojo del piloto. Los trineos de vela pueden andar en direcciones de hasta 7 grados con respecto a la dirección predominante aparente del viento.